# T179/180次列车
T179/180次列车是中国铁路运行于山东省会济南至广东省会广州之间的一对特快旅客列车，自2004年4月18日起开行，现由济南局集团济南客运段济广车队负责客运任务，是济南始发的首趟进穗列车。列车使用3組25K型客车，沿京沪铁路、新兖铁路、京九铁路、麻武铁路和京广铁路运行，途经山东、河南、安徽、湖北、湖南、广东六省，全程1993公里。其中济南站至广州白云站运行22小时35分，使用车次为T179次；广州白云站至济南站运行22小时53分，使用车次为T180次。

## 历史
2003年，中国铁道部首次开行济南－广州间的临时旅客列车，由济南铁路局济南客运段负责客运任务，车次使用A161/162次，仅在暑运及节假日及开行。经过一阶段的实际运行后，该趟列车仍能维持高客流及高稳定性，并在黄金周的运输过程中对旅客南下旅游起了不可忽视的作用。考虑到旅客出行的实际需要，济南铁路局于同年10月10日起将这趟列车常态化开行，每日对开1趟。
2004年4月18日，中国铁路实施第五次大面积提速，济南铁路局新增开行4对特快旅客列车，其中济南至广州使用车次为T179/180次，经由京沪、新兖、京九、横麻、京广线运行，由济南客运段济广车队负责客运任务，原A161/162次列车停运。
2014年12月10日，本对列车调整至广州东站始发终到，但隔年7月1日恢复至广州站始发终到。
2022年8月9日至2023年9月20日，因广州铁路枢纽广州白云站施工，T179/180次列车广州北—广州区间由原京广线改经由广石线、广深线运行，车次暫時改为T879/882、T881/880次。
2025年7月1日，T179/180次列车调整至广州白云站始发终到。

## 列车编组
T179/180次列车现使用配属济南铁路局济南车辆段的中国铁路25K型客车，采取19节编组，其中硬卧车10节，軟臥車2節、硬座车4节，餐车、行李车和空调发电车各1节。车辆均采用卫星定位技术和微机自动控制管理系统并装有电子防滑器，构造速度为160千米/小时。
列车的值乘工作由济南铁路局济南客运段济广车队担当，该车队同时亦担当济南至长沙K1073/1074次列车的客运任务。
| 车厢编号 | 1            | 2-11         | 12-13        | 14         | 15-18        | 19               |
| 车型     | XL25K 行李车 | YW25K 硬卧车 | RW25K 软卧车 | CA25K 餐车 | YZ25K 硬座车 | KD25K 空调发电车 |

## 机车交路

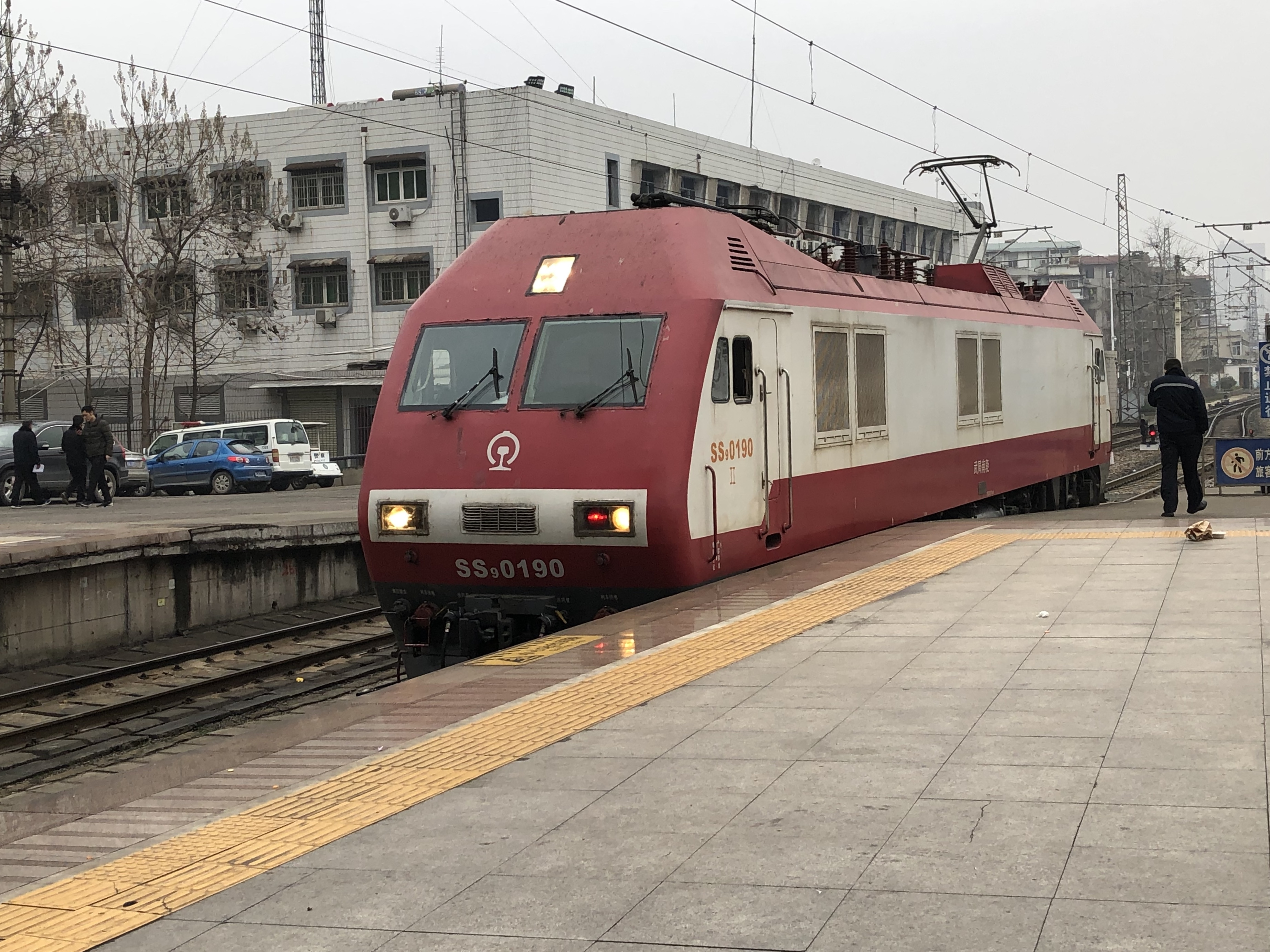
牵引T179次列车的配属武昌南机务段的韶山9G型电力机车第0190号在武昌站换挂

T179/180次列车由济南局集团使用济南机务段的和谐3D型电力机车担当济南至阜阳间机车交路，阜阳至武昌间机车交路由武汉局集团武昌南机务段的韶山9G型电力机车或和谐1D型电力机车担当，乘务交路由武昌南机务段担当；武昌至广州白云间机车交路由广州局集团广州机务段和谐1D型电力机车担当，其中武昌至长沙间乘务交路由长沙机务段担当，长沙至广州白云间由广州机务段担当，两段机车乘务员在长沙站继乘。
| 车站区段               | 济南 ↔ 阜阳                        | 阜阳 ↔ 武昌                                           | 武昌 ↔ 广州白云                                   |
| 本务机车 配属 司机更替 | 和谐3D型电力机车 济局济段 濟南司机 | 韶山9G型电力机车/和谐1D型电力机车 武局南段 武昌南司机 | 和谐1D型电力机车 广铁广段 长沙/广州司机在长沙轮乘 |

## 时刻表
- 数据截至2025年7月1日。

| T179次 | T179次 | T179次 | T179次 | 停靠站   | T180次 | T180次 | T180次 | T180次 |
| 里程   | 天数   | 到点   | 开点   | 停靠站   | 到点   | 开点   | 天数   | 里程   |
| ------ | ------ | ------ | ------ | -------- | ------ | ------ | ------ | ------ |
| 0      | 当日   | —      | 17:08  | 济南     | 18:56  | —      | 次日   | 1998   |
| 73     | 当日   | 17:53  | 17:56  | 泰山     | 18:00  | 18:03  | 次日   | 1925   |
| 107    | 当日   | 18:20  | 18:23  | 磁窯     | ↑      | ↑      | 次日   | —      |
| 156    | 当日   | 18:55  | 19:22  | 兖州     | 16:44  | 17:07  | 次日   | 1842   |
| 188    | 当日   | 19:47  | 19:51  | 济宁     | 16:11  | 16:15  | 次日   | 1810   |
| 237    | 当日   | 20:22  | 20:25  | 巨野     | ↑      | ↑      | 次日   | —      |
| 295    | 当日   | 21:10  | 21:18  | 菏泽     | 14:59  | 15:05  | 次日   | 1703   |
| 343    | 当日   | 21:49  | 21:53  | 曹縣     | ↑      | ↑      | 次日   | —      |
| 400    | 当日   | 22:27  | 22:31  | 商丘南   | 13:52  | 13:58  | 次日   | 1598   |
| 568    | 次日   | 00:01  | 00:19  | 阜阳     | 11:55  | 12:13  | 次日   | 1430   |
| —      | 次日   | ↓      | ↓      | 麻城     | 09:44  | 09:48  | 次日   | 1194   |
| 929    | 次日   | 04:02  | 04:26  | 武昌     | 07:47  | 08:12  | 次日   | 1069   |
| 1144   | 次日   | 06:32  | 06:35  | 岳阳     | 05:23  | 05:27  | 次日   | 854    |
| 1291   | 次日   | 07:58  | 08:04  | 长沙     | 03:56  | 04:04  | 次日   | 707    |
| 1477   | 次日   | 09:56  | 10:00  | 衡阳     | 01:48  | 01:53  | 次日   | 521    |
| —      | 次日   | ↓      | ↓      | 郴州     | 00:05  | 00:10  | 次日   | 374    |
| 1777   | 次日   | 13:16  | 13:22  | 韶关东   | 22:21  | 22:26  | 当日   | 221    |
| 1998   | 次日   | 15:43  | —      | 广州白云 | —      | 20:03  | 当日   | 0      |

## 灾难事故
2008年1月26日，由济南开往广州的T179次列车在京广铁路南段遭遇中国南方雪灾，27日9时10分，列车被迫在白马垅站临时停车达15个小时，并陆续出现断水断粮的艰难情况。28日15时17分，列车在晚点47个小时后抵达广州站。列车在广州站稍作整备，补充了水和食物后于当日18时25分执行T180次列车返回济南。至19时33分，列车在广州至韶关间的冬瓜铺站再度被迫临时停车，直到29日14时才又重新启动。1月30日23时58分，在往返晚点77小时28分钟后，该趟列车历经124小时28分钟返抵济南站。事件直接造成了1月28、29日由济南发车的T179次列车停运，并从1月30日起至2月1日T179次列车改经由京九线迂回运行，停售麻城至广州间各停车站的客票
。
2020年3月30日11时40分，京广线马田墟站至栖凤渡站下行区间受连日降雨影响发生塌方，T179次列车运行至该区段时撞上塌方体发生事故，导致机后第一节发电车起火，第二至六节车厢脱线倾覆。事故共造成1人死亡、4人重伤、123人轻伤，具体原因为受天气影响和地理条件限制，司机瞭望距离不足导致停车不及，列车与线路上的滑塌体相撞。